# Stowarzyszenie Misji Afrykańskich
Stowarzyszenie Misji Afrykańskich, SMA (łac. Societas Missionum ad Afros, fr. Société des Missions Africaines, ang. The Society of African Missions) – międzynarodowe rzymskokatolickie zgromadzenie misyjne, którego celem jest praca w Afryce i wśród ludności pochodzenia afrykańskiego. Założone zostało 8 grudnia 1856 w Lyonie przez biskupa Melchiora de Marion Brésillac.
Misjonarze SMA znajdują się w 16 krajach w 68 diecezjach w Afryce.
Pierwsi misjonarze pochodzili z Francji, Hiszpanii i Włoch. SMA skupia osoby pochodzące z Europy (głównie Belgia, Francja, Hiszpania, Holandia, Irlandia, Polska, Wielka Brytania, Włochy), Ameryki (Argentyna, Kanada, USA), Azji (Indie, Filipiny) i Afryki.
Na czele SMA stoi przełożony generalny. Dom generalny znajduje się w Rzymie. Organizacyjnie SMA na świecie dzieli się na dystrykty, prowincje i fundacje oraz zrzesza 1096 członków (stan na 1 sierpnia 2011).
Stowarzyszenie Misji Afrykańskich dało Kościołowi 8 arcybiskupów i 49 biskupów.

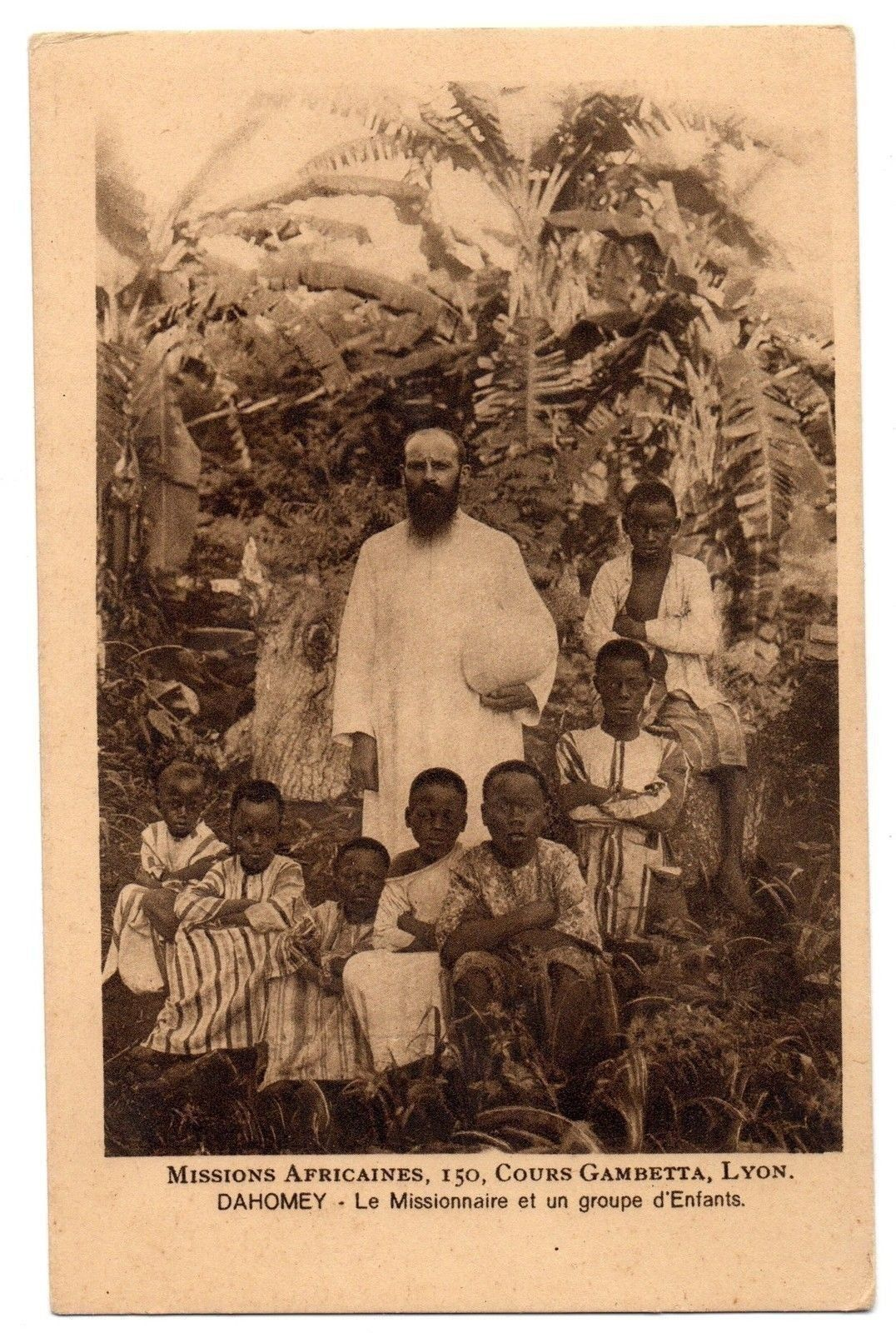
Misjonarz SMA z dziećmi (1930) z ówczesnego Dahomeju.
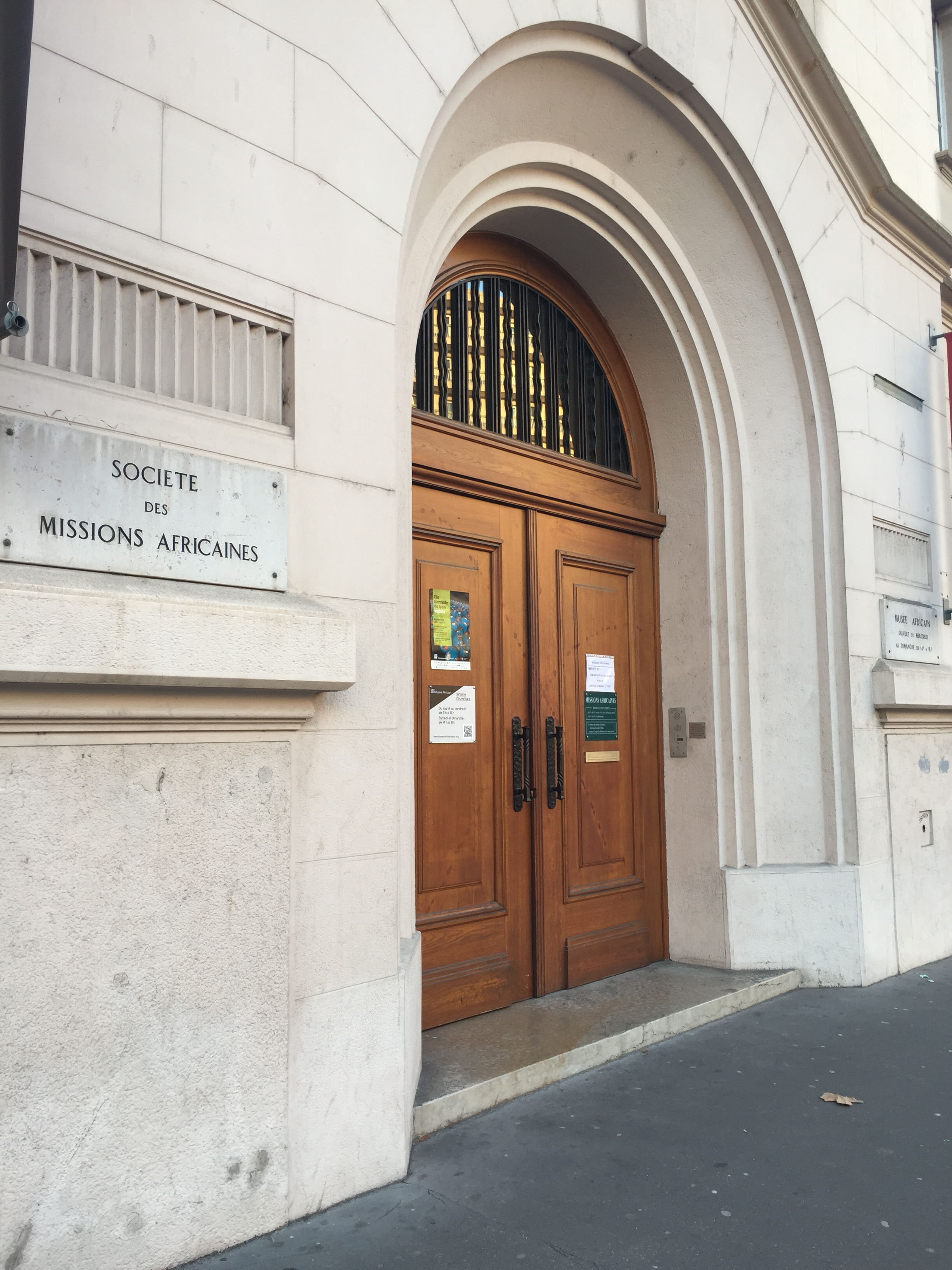
Siedziba SMA w Lyonie

## SMA w Polsce

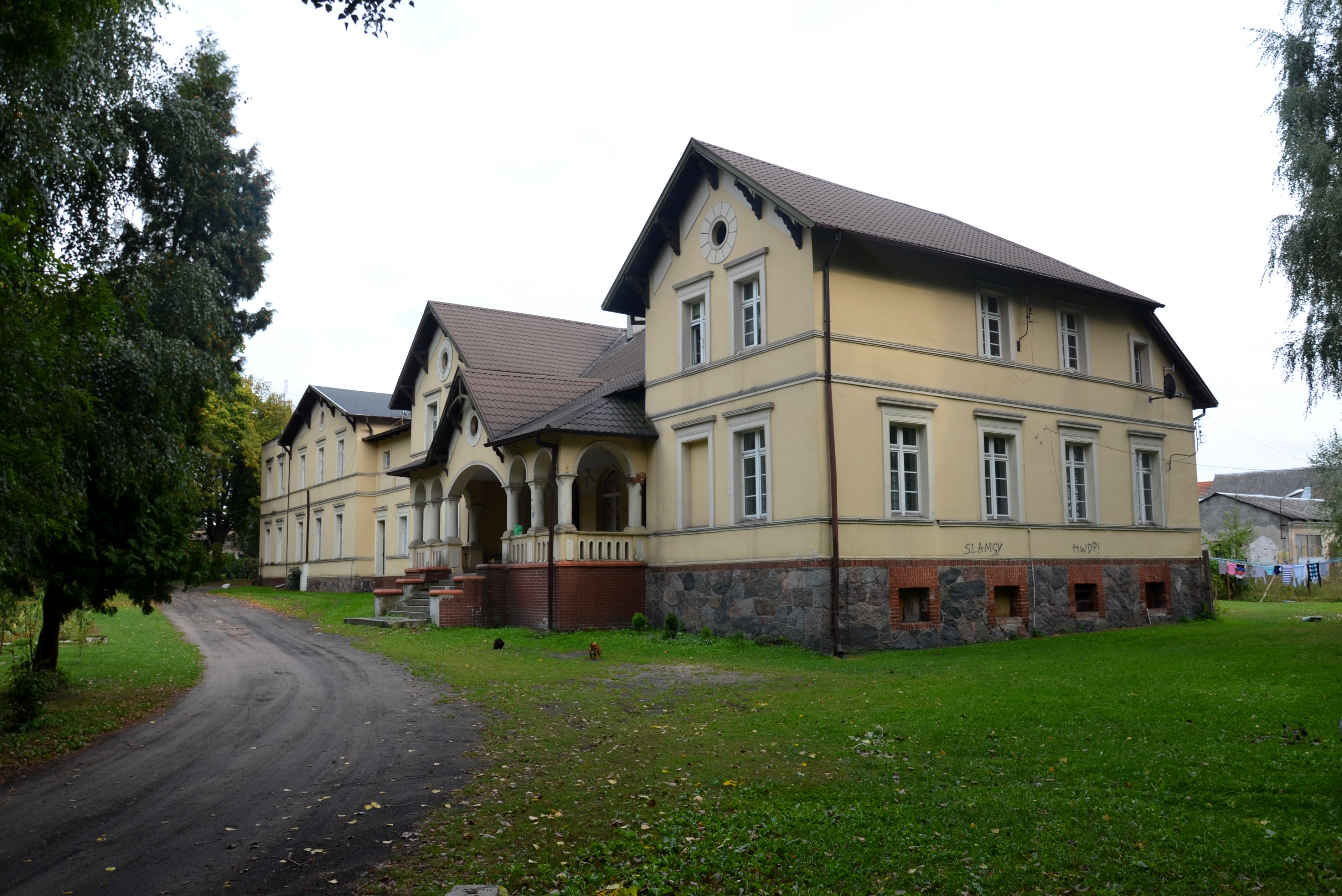
Dwór w Nininie (2013)

Stowarzyszenie rozpoczęło działalność w Polsce w 1931 r. Przed II wojną światową Stowarzyszenie posiadało dom misyjny (Małe Seminarium Misyj Afrykańskich) w Wielkopolsce w miejscowości Ninino (60 km na północ od Poznania). W 1939 r. w zgromadzeniu było 2 księży, 6 braci i 21 kleryków z Polski. Wkraczający Niemcy zajęli budynek seminarium, a misjonarzy wysiedlili.
Po wojnie, pomimo starań ks. Bolesława Szmanii, nie udało się otworzyć ponownie Małego Seminarium ze względu na wrogi stosunek lokalnych władz. 29 marca 1950 r. władze państwowe skonfiskowały budynki SMA w Nininie na mocy ustawy z 20 marca 1950 roku O przejęciu przez państwo dóbr martwej ręki, poręczeniu proboszczom posiadania gospodarstw rolnych i utworzeniu Funduszu Kościelnego (Dz.U. z 1950 r. nr 9, poz. 87), a z czasem przestały uznawać zgromadzenie w Polsce. Pomimo braku uznania prawnego niektórzy księża Stowarzyszenia kontynuowali pracę duszpasterską i naukową w Polsce (ks. Franciszek Kapuścik na ATK, ks. Bolesław Szmania i ks. Czesław Świerkowski w archidiecezji poznańskiej).
Na początku lat 80. XX w., kiedy sytuacja polityczna w Polsce zaczęła się zmieniać, władze generalne SMA podjęły decyzję o ponownym otwarciu seminarium misyjnego i wysłały w tym celu do Polski w 1985 r. dwóch księży: Daniela Burke z Irlandii i Guy Kraemera z Francji. W wyniku ich działalności w 1988 rozpoczęło naukę w seminarium diecezjalnym w Kielcach trzech kleryków: Robert Gucwa z Tarnowa (został zamordowany w Bimbo koło Bangi w Republice Środkowoafrykańskiej w dniu 15 listopada 1994), Wacław Krzempek z Chybia, Wojciech Lula z Przemyśla. W 1990 r. Stowarzyszenie zakupiło w Borzęcinie Dużym koło Warszawy nieruchomość. W 2003 r. w Piwnicznej-Zdroju wybudowano dom rekolekcyjny im. kleryka Roberta Gucwy. Rozbudowany Ośrodka Rekolekcyjno-Misyjny w Piwnicznej Zdroju poświęcił w 2010 roku bp Wiktor Skworc. W 2018 otwarto Centrum Misji Afrykańskich SMA koło Warszawy.
Klerycy SMA mieszkają w Seminarium Misji Afrykańskich w Borzęcinie Dużym koło Warszawy, a na wykłady uczęszczają do Wyższego Seminarium Duchownego Księży Pallotynów w Ołtarzewie. Integralną częścią okresu nauki jest pobyt i studia w Afryce.

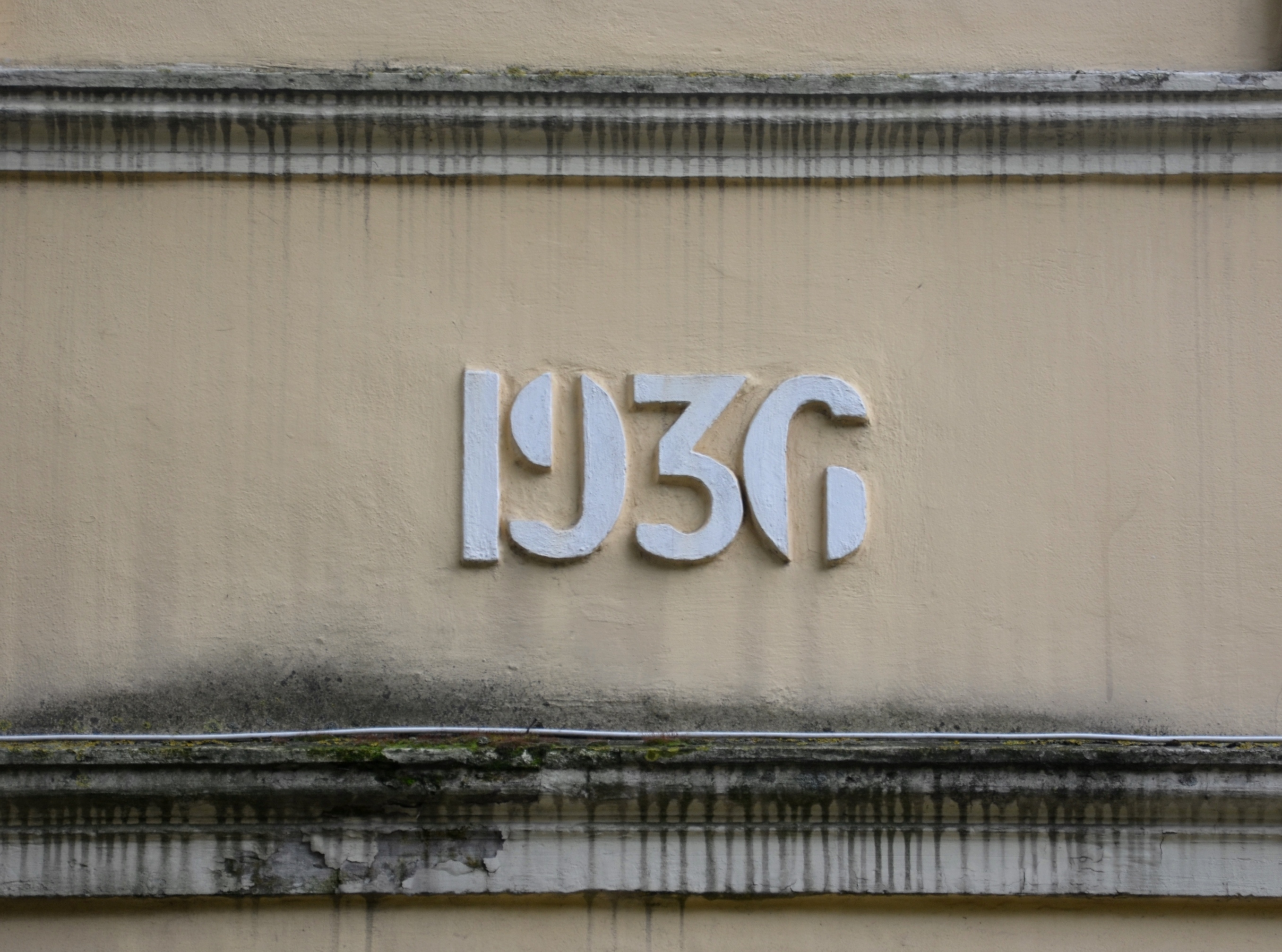
Była polska siedziba SMA
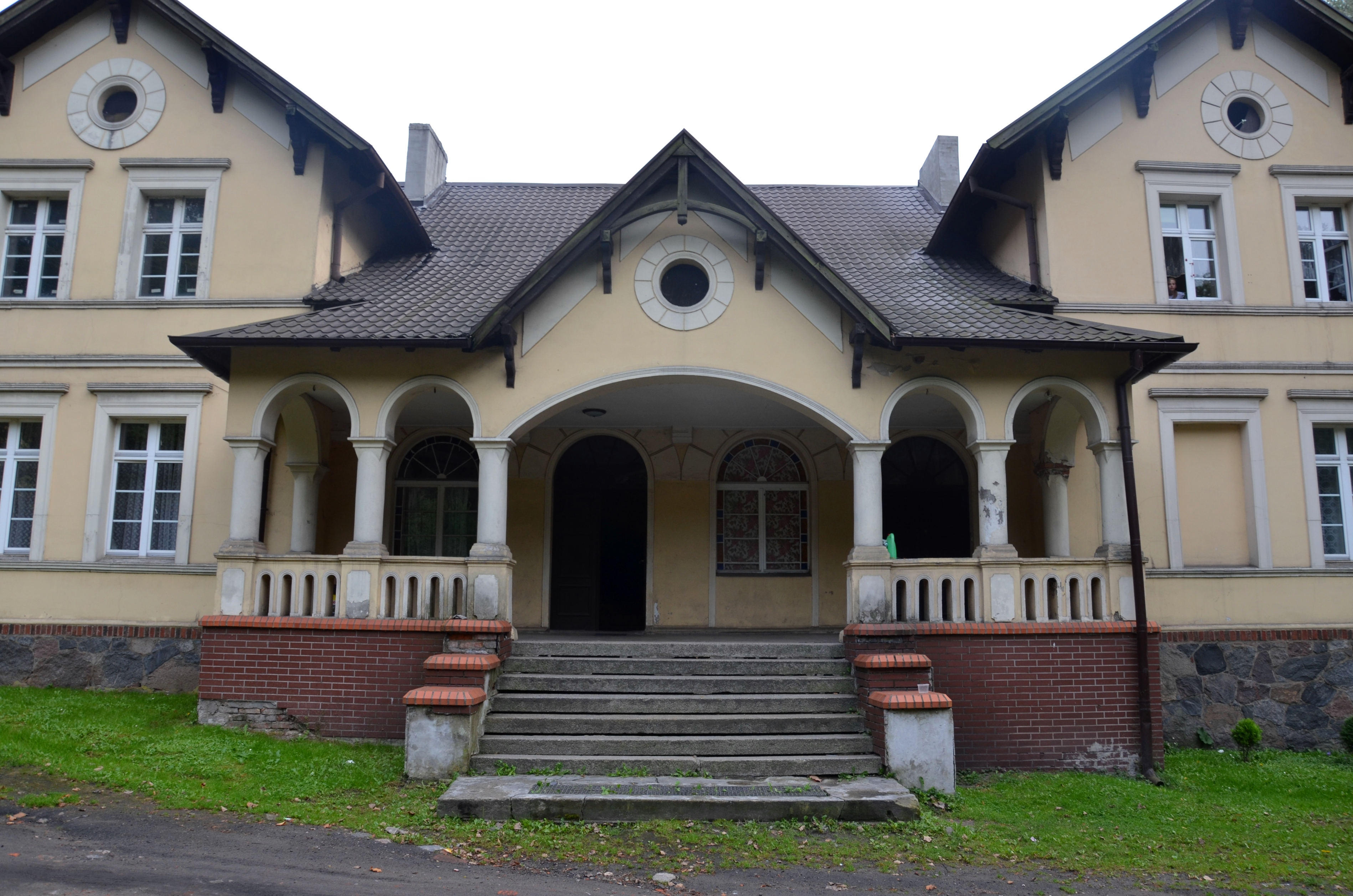
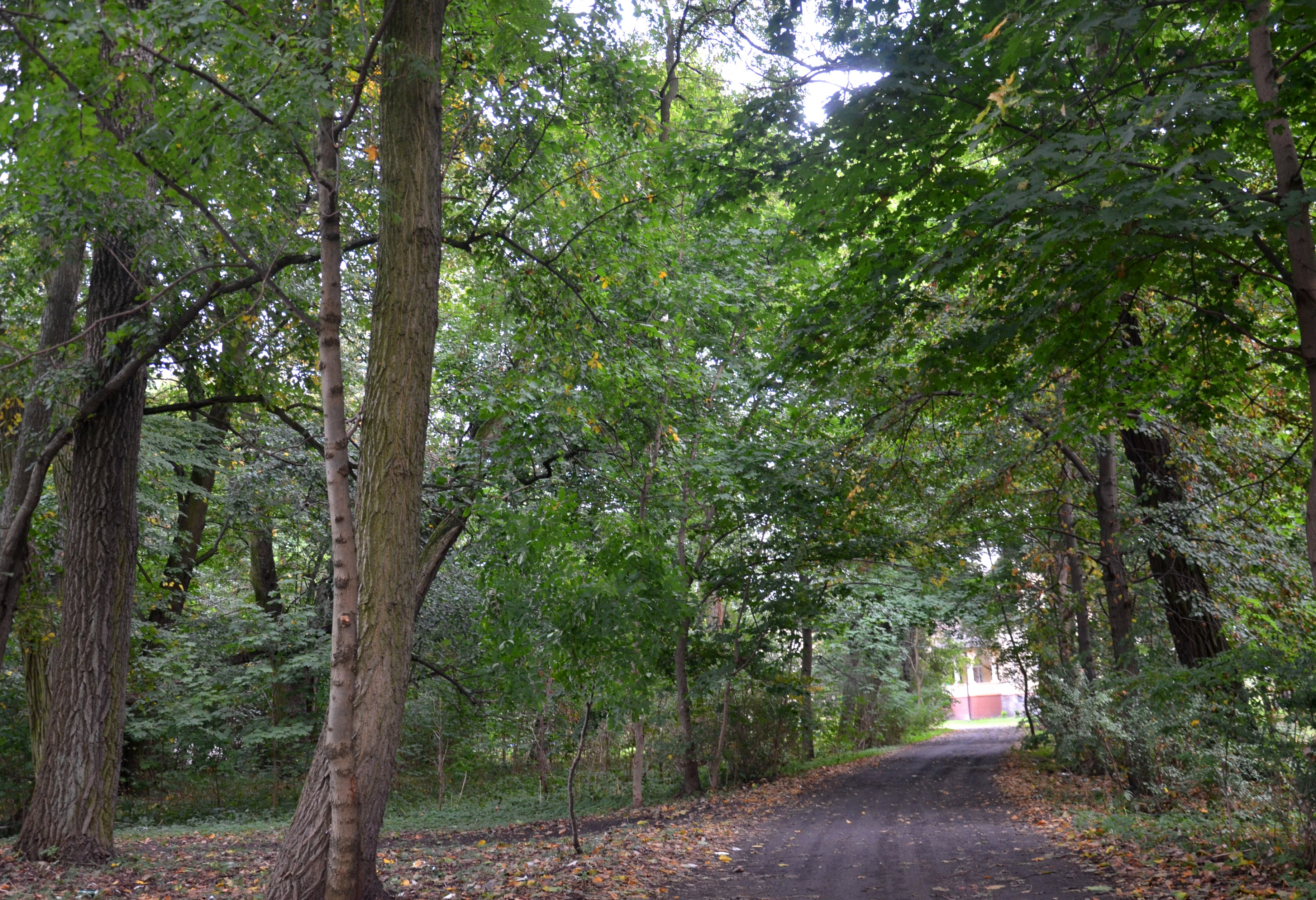
Park przy byłym Małym Seminarium SMA w Nininie
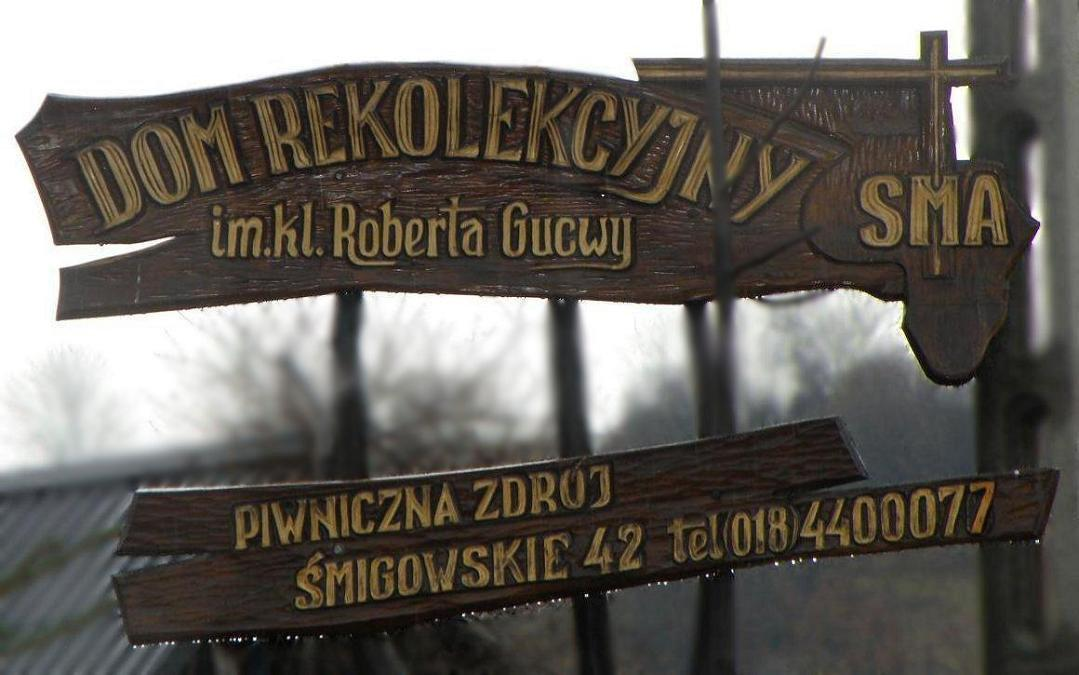
Tablica informacyjna przed domem w Piwnicznej-Zdroju

W 2020 Prezydent Rzeczypospolitej Polskiej Andrzej Duda odznaczył pośmiertnie misjonarza SMA, Adama Bartkowicza Medalem Za Ofiarność i Odwagę za niesienie pomocy tonącemu duchownemu z Zambii. Ksiądz Adam Bartkowicz pochodził z Dębicy, studiował w Polsce w Ołtarzewie, a następnie w Afryce. Języki obce doskonalił mieszkając w domach Stowarzyszenia w Manchesterze i Strasburgu. Rok duchowy odbył w Beninie. Cztery lata przebywał w Kenii, studiując teologię na Uniwersytecie Katolickim w Tangazie. Święcenia kapłańskie przyjął w kościele w Dębicy 22 czerwca 2013 roku z rąk bpa Władysława Bobowskiego.
Zmarł 20 marca 2018, w wieku 35 lat, w Oceanie Indyjskim w Bagamoyo, niedaleko byłego miasta stołecznego Dar Es Salaam w Tanzanii.
Pochowany został w rodzinnej miejscowości 28 marca 2018. Ceremonię w parafii Matki Bożej Anielskiej przy urnie z prochami zmarłego prowadził biskup Stanisław Salaterski. Rada Miasta Dębicy przyznała mu pośmiertnie wyróżnienie Zasłużony dla Miasta Dębicy. 

## Publikacje
Stowarzyszeni w SMA lub osoby powiązane publikują książki związane z Afryką. 
- ks. Adam Fijołek SMA, (nie)wolni?, eRmedia 2019 ISBN 978-83-953886-0-6
- ks. Arkadiusz Nowak SMA, Opluty przez Boga, Wydawnictwo Sióstr Loretanek, Warszawa 2013 ISBN 978-83-936543-1-4
- ks. Arkadiusz Nowak SMA, Uduszona młodość, Wydawnictwo Sióstr Loretanek, Warszawa 2021 ISBN 978-83-961857-0-9
- Monika Nowicka, Położna w świecie kobiet Sukuma, Wydawnictwo Sióstr Loretanek, Warszawa 2012 ISBN 978-83-936543-0-7